# Zoo Park Vyškov
Zoo Park Vyškov – ogród zoologiczny o powierzchni 7 ha, założony w 1965 roku w pobliżu miasta Vyskov. Ogród zoologiczny ukierunkowany w stronę hodowli prymitywnych i egzotycznych zwierząt domowych i gospodarskich.